# Loïc Perizzolo
Loïc Perizzolo (Veyrier, 20 d'octubre de 1988) és un ciclista suís que s'ha especialitzat en el ciclisme en pista.

## Palmarès
- 2006
  - 1r a la UIV Cup de Dortmund (amb Maxime Bally)
- 2009
  - 1r a la UIV Cup de Copenhaguen (amb Tristan Marguet)
- 2010
  -  Campió de Suïssa en Madison (amb Franco Marvulli)
- 2012
  -  Campió de Suïssa en Persecució per equips
  - 1r als Tres dies d'Aigle (amb Kilian Moser)
- 2014
  -  Campió de Suïssa en Madison (amb Frank Pasche)
- 2015
  -  Campió de Suïssa en Scratch
  -  Campió de Suïssa en Cursa per eliminació
- 2016
  -  Campió d'Europa en Cursa per eliminació
  -  Campió de Suïssa en Quilòmetre
  -  Campió de Suïssa en Cursa per eliminació
- 2017
  -  Campió de Suïssa en Scratch

### Resultats a laCopa del Món en pista
- 2012-2013
  - 1r a la Classificació general, en Òmnium